# Le Cadavre
Le Cadavre est une nouvelle d’Anton Tchekhov, parue en 1885.

## Historique
Le Cadavre est initialement publié dans la revue russe Le Journal de Pétersbourg, no 247, du 9 septembre 1885, sous le pseudonyme A.Tchékhonté. Aussi traduit en français sous le titre Un cadavre.

## Résumé
Sioma et un homme surnommé la Barbiche doivent veiller un cadavre : c'est un passant, mort sur le chemin. Il fait nuit, et la foret est pleine de bruits. Un homme approche en chantant, vêtu d’une soutanelle. Il va de couvent en couvent. À la vue du cadavre, il perd ses moyens et de demander à la Barbiche de l’accompagner contre cinq kopecks.

## Édition française
- Le Cadavre, traduit par Édouard Parayre, in Œuvres I, Paris, Éditions Gallimard, coll. « Bibliothèque de la Pléiade » no 197, 1968  (ISBN 978-2-07-0105-49-6).